# Catoxyethira crenulata
Catoxyethira crenulata is een schietmot uit de familie Hydroptilidae. De soort komt voor in het Afrotropisch gebied.